# Коце Паунов
Коце Паунов Златев - Куюнджи е български общественик и революционер, деец на Вътрешната македоно-одринска революционна организация.

## Биография
Коце Паунов е роден в град Кочани, тогава в Османската империя, днес в Северна Македония. Заклет е във ВМОРО през 1895 година от Гоце Делчев и оттогава е дългогодишен член на околийския революционен комитет. Освен него в комитета влизат Димитър Наков, Глигори Емануилов, Йордан Зомбата, Тодор Наков, Коце п. Захариев и Георги Чакъров. При разразилата се Винишка афера от 1897 година е арестуван и заточен на каторга в Мала Азия.
По време на Българското управление на Вардарска Македония през 1943 година получава удостоверение от Илинденската организация и е приет за неин член.
Умира в родния си град.